# Жозеф Алказар
Жозеф Алказар (фр. Joseph Alcazar; Оран, 15. јун 1911 — 4. април 1979) био је француски нападач. Био је део репрезентације Француске на Светском првенству у фудбалу 1934.